# Loxophlebia crocata
Loxophlebia crocata är en fjärilsart som beskrevs av Herrich-Schäffer 1854. Loxophlebia crocata ingår i släktet Loxophlebia och familjen björnspinnare. Inga underarter finns listade i Catalogue of Life.